# 萨哈马县

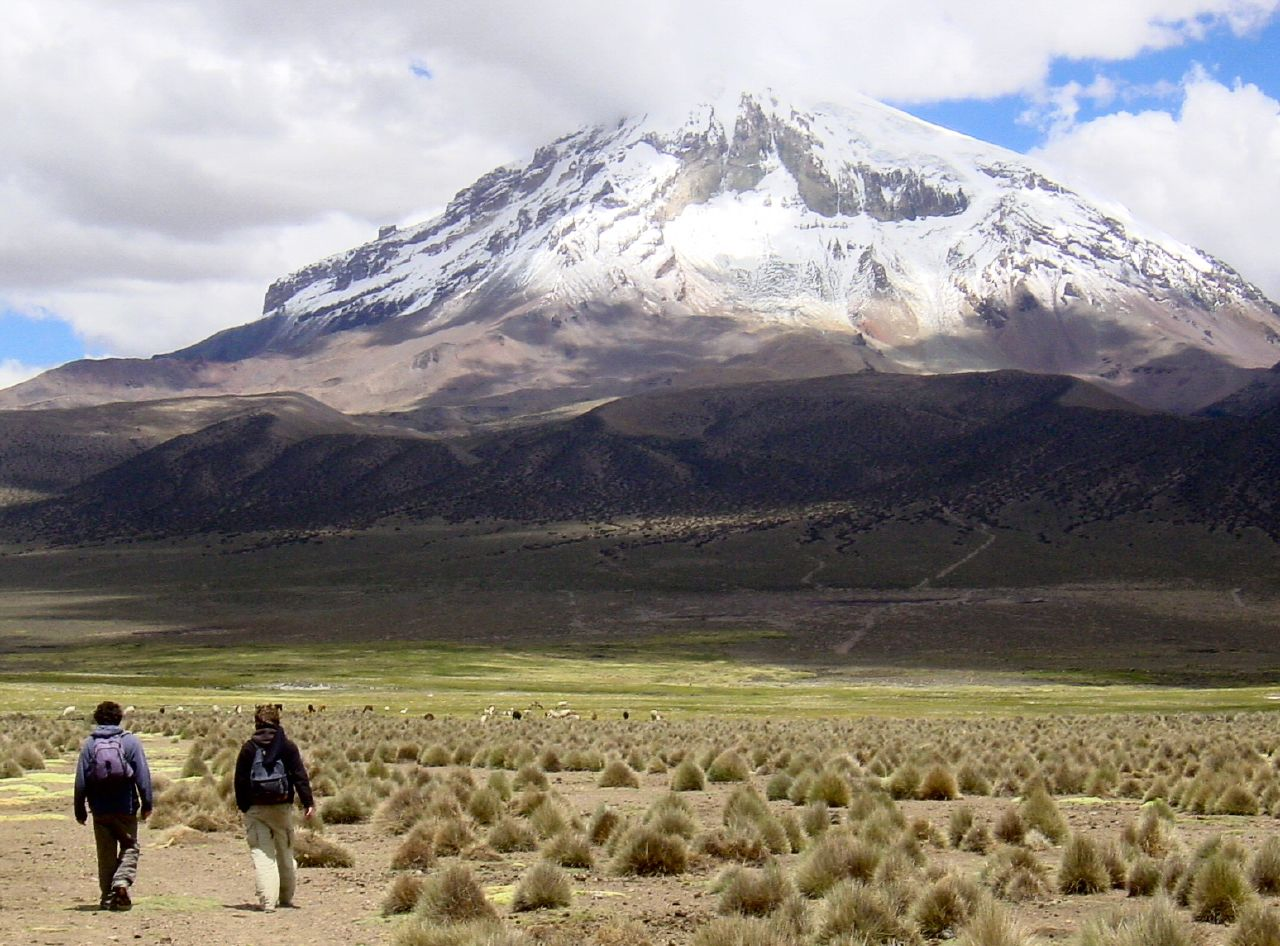

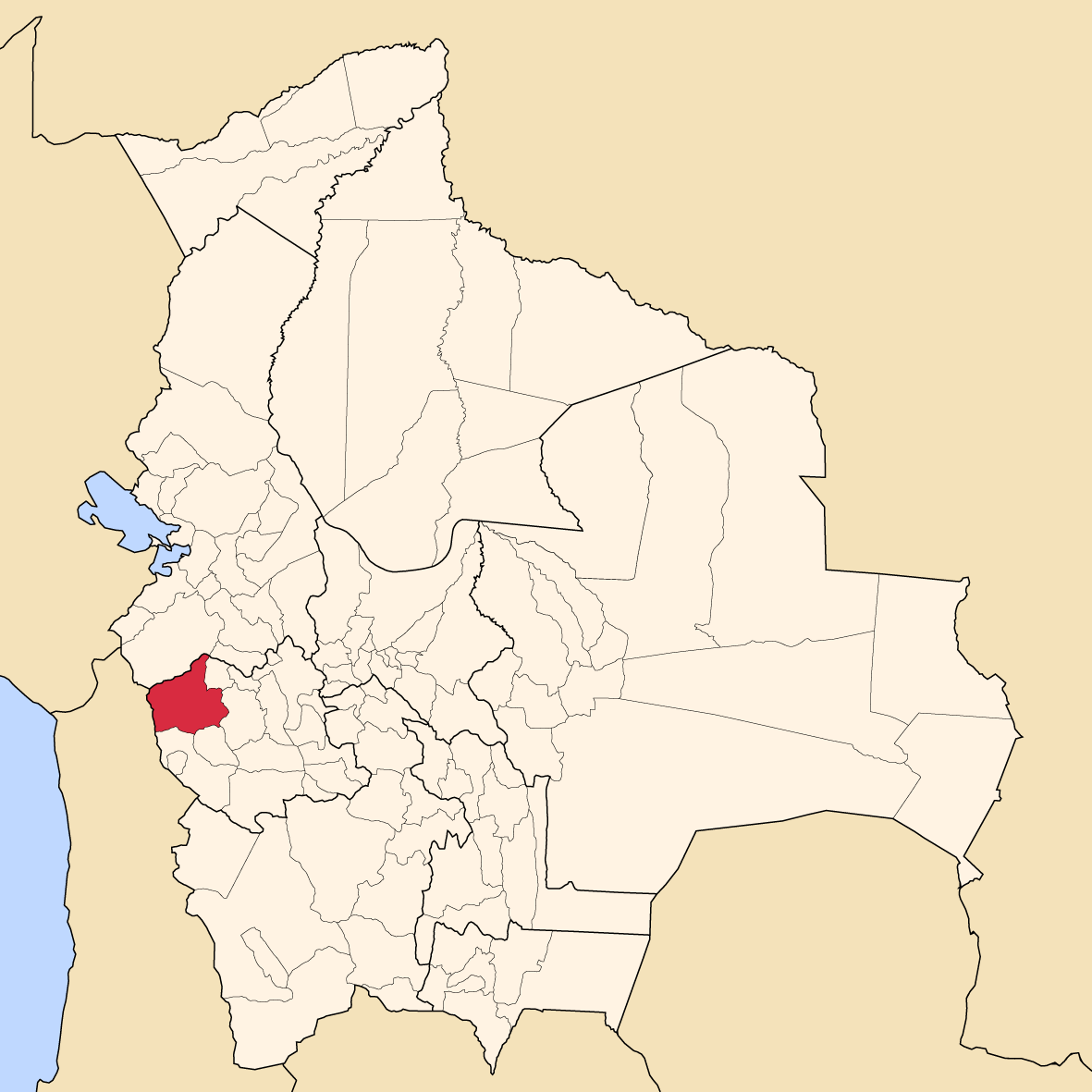

萨哈马县（西班牙語：Provincia Sajama），是玻利維亞的县份，位於該國西部，屬於奧魯羅省的一部分，县府設於库拉瓦拉-德卡兰加斯，面積7,704平方公里，2001年人口9,096，人口密度每平方公里1.2人。